# Robert al IV-lea din Sablé
Robert al IV-lea, Lord de Sablé (n. 1150, Sablé, Pays de la Loire, Franța – d. 30 septembrie 1193, Apollonia-Arsuf, Israel), unul dintre principalii baroni din Maine, aflat atunci sub dominația engleză, a fost al unsprezecelea Mare Maestru al Ordinului Templierilor pe care l-a condus din 1191 până la moartea sa în 1193. A luptat alături de Richard Inima de Leu al Angliei în timpul celei de-a treia cruciade.

## Biografie
Robert de Sablé a fost fiul lui Robert al III-lea de Sable și Hersende din Anthenaise.
Ca lord de Sablé și fiul unei linii de cavaleri angevini aliați cu suveranii Angliei, a petrecut nouăsprezece ani la curtea lui Henric al II-lea al Angliei și la curtea lui Richard Inimă de Leu, unde a devenit un foarte bun prieten cu Richard. Fiind un cavaler atras de luptă, a plecat și el să lupte în Spania, Portugalia și Sicilia împotriva maurilor.
În 1173, Sablé l-a sprijinit pe Henric, tânărul rege, moștenitor al tronului Regatului Angliei și al Ducatului Normandiei, într-o revoltă împotriva tatălui său Henric al II-lea în timpul revoltei din 1173-1174. Răscoala a fost zdrobită, dar se crede că Robert a rămas în favoarea regilor angevini, deoarece Richard I va contribui ulterior la numirea sa în funcția de mare maestru al Templierilor. El a contribuit cu bani la casele monahale franceze în 1190.
Potrivit manuscrisului Itinerarium Regis Ricardi, Robert a fost unul dintre liderii aleși ai flotei cruciate de catre Richard I care a plecat de la Dartmouth în primăvara anului 1190. Flota s-a împrăștiat în golful Biscaya ca urmare a unei furtuni și a ajuns în portul portughez Lisabona. Unul dintre aceste grupuri a fost implicat în a-l ajuta pe monarhul portughez Sancho I să abroge un atac almohadist împotriva orașului Santarem, în timp ce altul a făcut furori împotriva evreilor și musulmanilor locali în orașul controlat creștin Lisabona. Robert a sosit în timp ce monarhul portughez i-a capturat pe cruciații care s-au purtat rău și a fost obligat să depună jurământ pentru a-și controla forțele în timp ce se afla pe teritoriul portughez.
În ciuda faptului că a avut doar un mandat scurt, domnia lui Sablé a fost plină de campanii de succes. Înainte de alegerea sa ca Mare Maestru, el a condus flota regelui Richard I din Anglia și Normandia în Marea Mediterană. Cu puterea combinată a strategiei lui Richard Inimă de Leu, trupele sale și cavalerii templieri de elită, au obținut multe victorii. În timpul celei de-a treia cruciade, au asediat orașul Acra, care a căzut repede. De-a lungul lunii august 1191, au recucerit, de asemenea, multe cetăți și orașe de-a lungul coastei levantine din estul Mediteranei, care au fost pierdute anterior.
Cel mai mare succes al noii coaliții a fost bătălia de la Arsuf, la 7 septembrie 1191. Forțele musulmane ale lui Saladin păreau să fi devenit mult mai puternice decât creștinii și era extrem de necesară o victorie decisivă. Împreună cu toată puterea cruciaților, Cavalerii Ospitalieri s-au alăturat rândurilor, plus mulți cavaleri din Anjou, Maine și Bretania. Au întâlnit trupele lui Saladin pe câmpiile uscate și în curând le-au rupt rândurile. Cei care au rămas la luptă au fost uciși, iar trupele islamice rămase au fost forțate să se retragă.
La sfârșitul anului 1191, Richard Inima de Leu a fost de acord să vândă Cipru templierilor pentru 25.000 de bucăți de argint. Richard a jefuit insula de forțele bizantine ale tiranului Isaac Comnenus al Ciprului cu câteva luni mai devreme și nu a avut niciun folos real pentru ea. Ospitalierii au stabili mai târziu baze solide pe insulele Rodos și Malta, dar Sablé nu a reușit să facă același lucru cu insula Cipru. A fost lord timp de doi ani, până când i-a vândut insula lui Guy de Lusignan, regele Ierusalimului, deoarece era fără de regat.
Sablé a reușit să înființeze o Casă a Ordinului în Saint-Jean d'Acre, care a rămas staționată aproape un secol.
În momentul morții lui Gerard de Ridefort, Sablé nici măcar nu era membru al Ordinului Templier. Cu toate acestea, cavalerii seniori au devenit din ce în ce mai opuși luptei Maeștrilor de pe linia frontului, iar capturarea și decapitarea Marelui Maestru Gerard de Ridefort a dus la organizarea alegerilor zbuciumate. Sablé s-a alăturat ordinului, tocmai la timp pentru a fi luat în considerare pentru alegeri. Când a fost numit Mare Maestru, era cavaler templier de mai puțin de un an. A murit în 1193 din cauze necunoscute.